# 新谷仁美
新谷 仁美（にいや ひとみ、1988年2月26日 - ）は、日本の女子陸上競技選手（長距離走）。10000メートル競走とハーフマラソンの日本記録保持者。愛称は「にいやん」。
2014年に一度競技生活を引退したが、2018年に現役復帰。このように、スポーツ選手としては大きなブランクがありながらも、現役復帰後も国内外の大会で上位入賞や東京オリンピックに日本代表として出場するなど、2023年現在においても日本トップクラスの陸上競技選手としてプレーを続けている。

## 経歴・人物

### 学生時代
岡山県総社市出身。総社市立総社東中学校を経て興譲館高等学校へ進学。
興譲館高等学校では同期に重友梨佐（天満屋・ロンドンオリンピック女子マラソン日本代表）、1級下に高島由香（資生堂・リオデジャネイロオリンピック女子10000m日本代表）がおり、在学中は共に全国高校駅伝に出場し、2005年には全国優勝を果たした。新谷はエース区間と言われる第1区で3年連続して区間賞を獲得（03～05年）。3年連続区間賞という偉業を成し遂げたのはこれまで6人しかいないが、その中でも各校のエースが集まる1区を3年間走り続けてこれを成し遂げたのはルーシー・ワゴイ（00～02年、 ケニア、青森山田）と新谷の2人だけである。特に04年は都大路史上初となる18分台をマークしての区間新を樹立。05年にはさらにその記録を上回るタイムをたたき出しての区間新達成であった。18分52秒はいまだ破られていない。
高校入学以来の目標だった地元・岡山で開催された2005年（平成17年）晴れの国おかやま国体では選手宣誓そして大会最終日の3000mにおいて会場総立ちの喝采を受けながらゴールし、地元に唯一の優勝をもたらした。さらに同年にはインターハイ3000ｍ優勝、世界ユース女子3000mで銅メダル、タイムトライアルIN長崎5000ｍにおいて当時の高校歴代2位にあたる15分28秒70を記録するなど成果を上げた。
2005年全国都道府県対抗女子駅伝競走大会では実業団のトップ選手がひしめく1区で、高校生ながら区間賞を獲得。同じコースを走る、直前の全国高校駅伝1区との連続区間賞は、藤永佳子（諫早高）、廣中璃梨佳（長崎商高）とあわせて3名が達成しただけである。
2006年（平成18年）には横浜国際女子駅伝の日本代表チームのアンカーに選抜され、ゴール手前で前方にいたエチオピアチームを抜いてチーム総合3位に貢献し、自身も区間賞を獲得した。

### 実業団時代

#### 豊田自動織機所属時代
陸上競技関係者の間では、高橋尚子の再来と言われている。憧れとしている高橋尚子を目指すべく、高校卒業後の2006年4月に小出義雄率いる豊田自動織機（佐倉アスリートクラブ）女子陸上競技部に入部。
2007年（平成19年）2月、記念すべき第1回東京マラソンで初マラソンに挑戦、2時間31分01秒の記録で女子の部において初優勝を果たしている。
2008年（平成20年）8月、2回目のマラソンは真夏の北海道マラソンに挑戦したが、新谷と同じ小出門下生の佐伯由香里（当時アルゼAC・現ユニバーサルエンターテインメントAC）に敗れ、2時間32分19秒の記録で女子の部2位となった。
同年12月14日に第28回全日本実業団対抗女子駅伝が岐阜県で開催され1区を任される。那須川瑞穂（アルゼAC）と新谷が尾崎好美（第一生命）と山下郁代（三井住友海上）をふりきってスパートし、先頭のクリスティーニ･ムヤンガ（ ケニア、パナソニック）を追いつめる展開。ムヤンガと1秒差で那須川、4秒差で新谷の3位好位置でたすきを繋いだ。その後、アンカーの6区で永田あやがトップに立ち豊田自動織機が初優勝を飾る。
2009年（平成21年）3月、3回目のマラソンは名古屋国際女子マラソンに出場。レース序盤から先頭集団に加わる中、29.7Km地点で自らスパート、一時は独走状態となった。しかし35Km辺りからペースが落ち始め、37Km手前で優勝した藤永佳子（資生堂）に逆転されてしまう。その後も後続の選手に次々抜かれ、2時間30分58秒の自己ベストを記録したものの8位に終わった。
2011年（平成23年）4月、豊田自動織機女子陸上部が千葉から愛知への移転を機に、同陸上部を退部した事が明らかとなった（千葉陸協所属に変更、佐倉アスリートクラブ所属は継続）。

#### 千葉陸協所属（佐倉アスリートクラブ）時代
2011年6月、第95回日本選手権女子5000mでは、優勝した絹川愛（ミズノ）に次いで15分20秒35の2位に入り、初の世界選手権代表に女子長距離走（5000m）選出された。また、同年6月のホクレンディスタンスチャレンジ士別大会では、女子5000mAレースで2位（日本人トップ）に入り自己記録をマークした。
同年7月に第19回アジア選手権が神戸で開催された。日本代表として5000ｍに出場し15分34秒19の記録で銀メダルを獲得。銅メダルには小林祐梨子（豊田自動織機）、と日本勢が活躍を見せた。
同年8月に出場した、第13回世界選手権女子5000m予選は15分31秒09（予選1組7着）、全体の7位で決勝進出（絹川愛・杉原加代（パナソニック）は共に予選敗退）。同年9月の5000m決勝は、号砲直後に一人集団から積極果敢に飛び出したが、2000m付近で集団に吸収され、中間点以降は先頭集団からも置いていかれてペースダウン。15分41秒67の13位に留まった（優勝はヴィヴィアン・チェルイヨット（ ケニア））。
同年11月23日に行われた駅伝世界一を決める男女混合・国際千葉駅伝においてアンカーの6区7.195kmを走り22分36秒の区間新記録で快走した。日本女子全員が区間賞に輝いたが、ケニアが2時間4分40秒の大会新で優勝。日本は19秒差で2位に終わった。
2012年（平成24年）1月15日に行われた第30回都道府県対抗女子駅伝において10kmのアンカー区間を32分06秒の区間賞で好走した。千葉県チーム最終9区、7位で襷をもらった新谷はスタートから必死の猛追。4人抜きを演じ西京極陸上競技場に戻ってきた。スタンドの最前列で小旗を振り精一杯の声援が背中を押し、もう一息の所まで2位の京都を追い詰めたものの3位に終わった。
同年6月10日、第96回日本選手権女子5000mにおいて15分17秒92の記録で優勝し、ロンドンオリンピック出場が決定。同時に10000mの出場も果たす。
同年8月5日に出場したロンドンオリンピック女子10000mは序盤から福士加代子（ワコール）、吉川美香（パナソニック）、と積極的に飛び出し、3900mまでは日本人3選手が主導権を握った。中盤からエチオピア・ケニア勢が飛び出したが、必死に粘り自己記録の更新につなげた。その結果、新谷は渋井陽子（三井住友海上）、福士加代子に次いで日本人3人目の30分台となる30分59秒19の日本女子歴代3位の好タイムをマークして9位でゴール。日本女子でもトップだったが8位入賞に届かなかった。2日後の8月7日、同五輪女子5000mでは予選2組に出場、2000mまでトップを走り、4000mでも3位につけた。しかし残り800mで遅れ始め、10着でゴール。全体18位で決勝進出には及ばなかったが、日本女子歴代7位となる15分10秒20の自己記録をマークした。
同年10月5日は第67回国民体育大会（ぎふ清流国体）陸上競技成年女子5000mに出場。レース中盤辺りから独走となり、2位以下に16秒差をつける圧勝でタイムは15分17秒79、福士加代子が持つ国体大会記録も更新した。
同年11月3日に行われた東日本実業団対抗女子駅伝において3区12.1kmの区間を38分21秒の区間新記録で快走。2位でたすきを受けるも1キロ足らずで10秒差を覆すとさらに加速。2位に2分以上も水をあけ、独走態勢を築いて逃げ切った。ユニバーサルエンターテインメント創部9年目悲願の初優勝に貢献した。また、同年12月16日の全日本実業団対抗女子駅伝では1区の青山瑠衣、2区の中村萌乃が連続で区間新と好走。11秒の貯金を得た新谷は「駅伝は一人ではできない。みんなが支えてくれて心強かった」と2位との差を35秒に広げ、初優勝への扉を大きく開いた。後続も一度も首位を譲らず東日本大会の勢いのまま全日本も制した。
2013年（平成25年）6月7日、第97回日本選手権女子10000ｍにおいて2位の選手に1周差をつける31分06秒67の大会新記録で優勝し、第14回世界選手権（8月、モスクワ）の代表内定を決めた。
同年8月11日、世界陸上モスクワ大会女子10000mに日本女子代表としてただ一人出場。3500m付近より自ら積極的に先頭に立ち、その後残り1周手前までエチオピア・ケニア勢の選手を引っ張る形となった。しかし、優勝したティルネシュ・ディババ（ エチオピア）らのラストスパートに、9500m付近でついていけなくなったが、30分56秒70と自己記録を更新し5位入賞と健闘（世界陸上・女子長距離走種目の日本代表入賞者は、2009年・第12回世界選手権の中村友梨香（天満屋）の7位入賞以来2大会ぶり）。それでも目標のメダル獲得を果たせなかったことから、レース後のテレビ向けのインタビューでは、悔し涙を流しながら「やっぱりメダル獲らなければ、この世界にいる必要無い気がするので…」と語った。

#### 現役引退
世界陸上モスクワ大会以降は、右足裏の故障悪化などで公式レースから遠ざかっていた。翌2014年（平成26年）1月25日には、突如現役からの引退を決断したことが報じられ、同月31日に東京都内で記者会見を開き、陸上競技選手としての引退を表明した。

### 現役引退後
現役引退後はOLに転身し、事務職として勤務。OL転身後は陸上に関するトレーニングを一切していなかったが、その間も多くの陸上チームから声をかけられ続けていた。その後、事務作業よりも陸上で日本トップレベルを目指す方が自分にあっているのではないかと考えるようになり、2017年夏にNIKEと契約。2018年1月より、NIKE TOKYO TCでコーチを務めていた横田真人の元で本格的に陸上トレーニングを再開する。

### 現役復帰～現在

#### 現役復帰～NIKE TOKYO TC所属時代
2018年6月9日日体大（健志台）長距離記録会で5年間のブランクを経て、NIKE TOKYO TC所属で復帰。3000mで9分20秒74で走る。800m元日本記録保持者横田真人らのサポートでトレーニングをしており続く7月11日のホクレン・ディスタンスチャレンジ2018では5000ｍを15分35秒19で走り順調の復調の軌道に乗せている。
2019年1月13日に京都市で行われた全国都道府県対抗女子駅伝に出走。東京のアンカーとして最終9区（10キロ）を出走。圧巻の7人抜きを演じ31分06秒の区間賞を獲得した。
2019年4月23日ドーハアジア選手権10000mに出場、序盤からハイペースで先頭を引っ張る積極的なレースを展開し3位以下の選手を周回遅れにする圧倒的な力を見せつけたが、残り3周でハブテゲブレル（バーレーン）に突き放され31分22秒63で銀メダルを獲得。試合後は国旗を手に記念撮影を促されたが、優勝を逃した悔しさからやんわりと断った。

#### セキスイフェアリーズ所属時代
2019年12月31日、所属先のNIKE TOKYO TCが成績不振を理由に解散。2020年1月6日、積水化学女子陸上競技部（セキスイフェアリーズ）に移籍。
直後の1月12日、全国都道府県対抗女子駅伝で9区で区間賞（30分57秒）獲得。また、1月19日、米ヒューストンで行われたアラムコヒューストンハーフマラソンに出場し、1時間6分38秒の日本新記録を樹立。1月26日大阪国際女子マラソンでペースメーカーを担当。南半球に遠征し、2月6日メルボルン（オーストラリア）で5000m15分15秒41、2月23日オークランド（ニュージーランド）で5000m15分7秒02を出した。「5000mで15分から15分10秒の間の記録を出しておきたい」というプラン通りの結果で、2020年東京オリンピック5000mの参加標準記録を突破した。
2020年9月20日 全日本実業団対抗陸上競技選手権大会女子5000mに出場。日本歴代2位となる14分55秒83を記録した。
同年10月18日プリンセス駅伝（全日本実業団対抗女子駅伝予選会）に出走。エース区間3区において従来の区間記録を1分15秒も短縮する32分43秒の区間新を叩き出しチームの優勝に貢献した。
同年11月22日クイーンズ駅伝（全日本実業団対抗女子駅伝）に3区で出走。従来の区間記録を1分10秒上回る33分20秒の区間新を記録したがチームは2位に終わった。
12月4日、東京オリンピック選考会を兼ねた日本陸上競技選手権長距離種目（長居陸上競技場）の10000mに出場、渋井陽子の日本記録を18年ぶりに28秒45更新する30分20秒44の日本新記録で優勝し、10000mのオリンピック代表に内定した。
2021年8月7日、2020年東京オリンピックの陸上競技女子10000m決勝に出場し32分23秒87で21位となった。
11月28日、クイーンズ駅伝では自身初となる5区10kmで出走。2区の卜部蘭、3区の佐藤早也伽らの活躍により先頭で襷を受けると、区間賞五島莉乃（資生堂）にわずか1秒差の区間2位ながら従来の区間記録を41秒更新する31分29秒で走り後続との差を広げた。積水化学はそのまま最終区間の6区まで逃げ切り、悲願の初優勝を達成した。
2022年3月6日、東京マラソンで当時の自己ベストとなる2時間21分17秒を記録し7位（日本人2位）となり2022年世界陸上競技選手権大会の出場権を得たが、女子マラソンの前日の7月17日に新型コロナウイルスに感染が確認され欠場することとなった。
2023年1月15日、ヒューストンマラソン（米・テキサス州）で2時間19分24秒の日本歴代2位を記録し優勝した。

## 人物・エピソードなど

### 性格
テレビやメディアに露出する際はテンションが高く、茶目っ気ある受け答えをする。2020年1月の大阪国際女子マラソンでペースメーカーを務めたことを尋ねられた時には、「私はお金で動く女です。ペースメーカーも仕事ですよ」と答えたり、2013年2月にTBSテレビ「ジョブチューン」に出演した時は、「陸上選手はモテない」などと発言している。
強さの秘密は「よく食べ、よく寝る」。これは、「痩せれば早くなる」という考え方が間違いであると新谷が世間に警鐘を鳴らすためでもある。

### 競技スタイルについて
体が重くなるのでイヤだというのが理由で、腕時計もファイテンのネックレスも練習時のみ着用しレースでは絶対に着用しない。腕時計をしなくてもペース配分がきちんと出来ており、高校時代の森政監督曰く「体内時計がきっちりしているんだろう」との事。ちなみに「マニキュアをつけただけでも体が重く感じる」という。
スポーツ万能で小学校時代はバスケットボールやサッカーを楽しみ、中学では陸上に加えバトントワリングにも取り組んだ。その経験が「どのスポーツをやっても全国レベルになったはず」（森政監督）という運動能力をより大きく伸ばした。高校でも1年の夏までは競歩のレースに出て、走りの基本を身につけた。
トラック・クロスカントリー・駅伝・夏の暑さ、全てにおいて強い事から歴代高校生ランナーの中でも最強の呼び声が高い。クロスカントリーにおいては世界クロスカントリー選手権大会に興譲館高時代、ジュニア代表として3年連続出場している。また、2011年には千葉国際クロスカントリー8000ｍ、福岡国際クロスカントリー6000ｍのダブル優勝、2012年度、2013年度にも福岡国際クロスカントリー6000ｍで優勝（3連覇）を飾っている。

### その他エピソード
ロンドン五輪出場後の2012年9月29日、TBS系「2012年秋オールスター感謝祭・赤坂5丁目ミニマラソン」に初出場。優勝したエリック・ワイナイナ（ ケニア）と終盤まで競り合ったが2位に終わった。また、その後も度々オールスター感謝祭に出演している。
セキスイ移籍後初めての全国都道府県対抗女子駅伝では、東京都チームの初優勝のために「怪物のごとく追う」と公言。その通りに31分を切る力走を見せたが、最後の伸びを欠いて3位に終わり「怪物じゃなくて人間でした」との言葉を残した。
2020年1月26日の大阪国際女子マラソンでペースメーカーを務めた際には、予定より早めのペースで引っ張り、松田瑞生（ダイハツ）が2時間21分47秒の好記録を出すのに貢献した。12㎞でレースを離れる際、尊敬する福士加代子らの上位ランナーを言葉と手ぶりで激励した。

## 自己ベスト
- 1500m：4分20秒14（2020年7月、ホクレンディスタンスチャレンジ網走大会）
- 3000m：9分08秒86（2005年6月、中国高校総体）
- 5000m：14分55秒83（2020年9月、第68回全日本実業団対抗陸上競技選手権大会）
- 10000m：30分20秒44 （2020年12月、第104回日本陸上競技選手権大会）※日本記録
- ハーフマラソン：1時間6分38秒 （2020年1月、ヒューストンハーフマラソン）※日本記録
- マラソン：2時間19分24秒（2023年1月、ヒューストンマラソン）